# Rhinoceros unicornis
El rinoceronte indio (Rhinoceros unicornis) es una especie de mamífero perisodáctilo de la familia Rhinocerotidae, una de las tres especies de rinoceronte que existen actualmente en Asia. Las otras son el rinoceronte de Java, con la que está estrechamente emparentada, y el raro rinoceronte de Sumatra.

## Características
Se trata de un animal de gran tamaño que llega a los 3,65 m de longitud y 1,83 de altura en la cruz. El peso máximo registrado es de 2270 kg. A pesar de sus dimensiones y su poco estilizada figura, los rinocerontes indios pueden alcanzar velocidades de hasta 56 km/h en tramos cortos. También son excelentes nadadores y pasan más tiempo semisumergidos en charcas y lagos que otros rinocerontes, mientras se alimentan de plantas de ribera. Otras características típicas de esta especie son la piel dividida en placas a modo de coraza y la presencia de un solo cuerno corto sobre la nariz, de entre 10 y 36 cm. Este es más largo en los machos que en las hembras, las cuales son también más pequeñas y menos pesadas que los machos.

## Historia natural

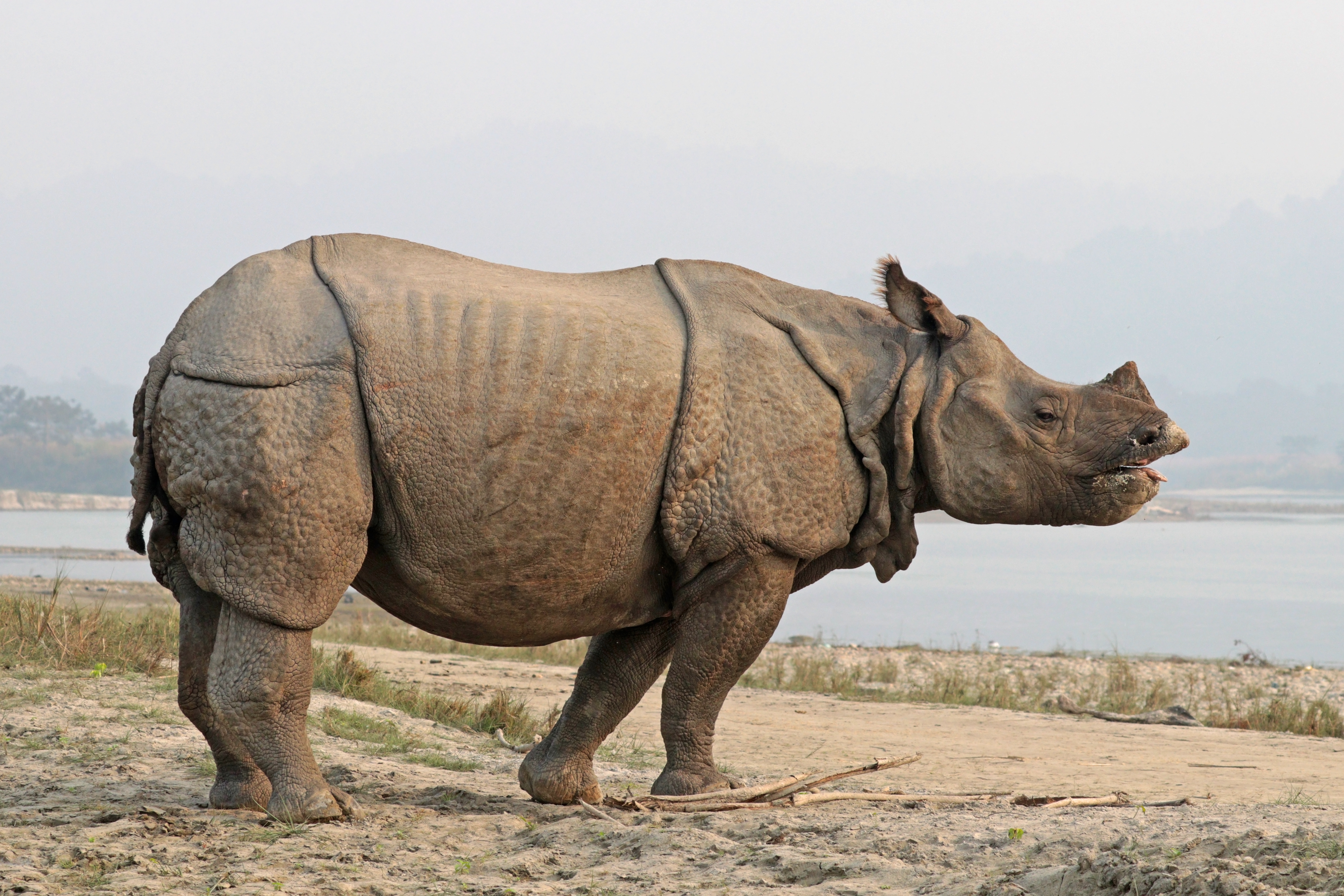
Rinoceronte indio.

Las hembras tienen su primera cría después de cumplir seis años, mientras que los machos alcanzan la madurez sexual a los nueve. Son animales poco sociables y en general solitarios, aunque toleran la presencia de otros rinocerontes en su territorio. A veces se mueven en parejas e incluso en grupos familiares, pero lo normal es que los machos solo se relacionen con las hembras cuando estas les hacen saber que desean reproducirse. Después del apareamiento, las hembras paren una sola cría tras 16 meses de gestación. El intervalo entre un nacimiento y otro es de unos tres años, tiempo que la madre dedica a sacar adelante a su cría. Debido a su tamaño, los rinocerontes adultos son invulnerables a los depredadores, pero las crías desatendidas pueden caer víctimas del tigre.

## Relaciones con el hombre

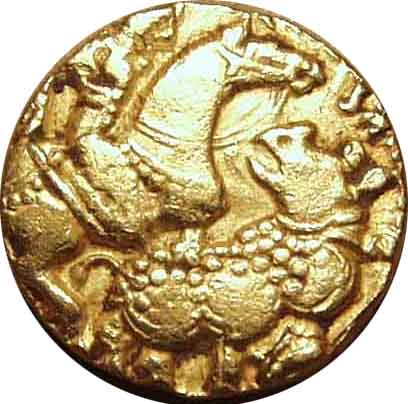
Fosil de Rhinoceros unicornis.

El rinoceronte indio fue el primero de este grupo que se conoció en Occidente, pues fue avistado en el valle del Indo (de donde desapareció posteriormente) por las tropas de Alejandro Magno. Se cree que pudo influir en la forja del mito del unicornio, razón por la cual recibió el apelativo de unicornis. Desde siempre ha sido perseguido porque su cuerno es utilizado en la elaboración de mangos para dagas rituales en Oriente Medio, así como en la medicina tradicional del sudeste asiático y China. En la actualidad la especie corre grave peligro y solo se la puede encontrar en los parques nacionales de Kaziranga y Manas, en el estado indio de Assam, y en el Parque nacional de Royal Chitwan de Nepal. Su población a inicios del siglo XX era de doscientos individuos; cien años después, a principios del siglo XXI, su población llegó a más de dos mil quinientos animales (2200 en India y 378 en Nepal).